# Garland (Arkansas)
Garland – miasto w Stanach Zjednoczonych, w stanie Arkansas, w hrabstwie Miller.